# Calabarzonglasögonfågel
Calabarzonglasögonfågel (Sterrhoptilus affinis) är en fågel i familjen glasögonfåglar inom ordningen tättingar.

## Utbredning och systematik
Fågeln förekommer i Filippinerna på södra delen av Luzon. Arten behandlas traditionellt som en del av Sterrhoptilus nigrocapitatus, men urskiljs sedan 2021 som egen art av International Ornithological Congress.
Liksom flera andra glasögonfåglar i Filippinerna behandlades den tidigare som en medlem av familjen timalior (Timaliidae), då i släktet Stachyris. Genetiska studier visar dock att de är en del av glasögonfåglarna.

## Status
IUCN erkänner inte affinis som art, varför dess hotstatus inte bestämts.